# Pan European Game Information

Logo de PEGI

Pan European Game Information (de sigles PEGI) és un sistema de qualificació del contingut dels videojocs mitjançant una icona. S'utilitza per classificar els jocs per edat recomanada i identifica aquells on s'utilitzen paraulotes, contingut discriminatori, de drogues, de por, de sexe o violent.
Va ser creat per la Interactive Software Federation of Europe (ISFE) l'abril de 2003. Aquest sistema és utilitzat a 16 països diferents, no va associada a la Unió Europea, encara que la major part dels seus integrants en siguin membres.
Aquest sistema es basa en dos àlbums d'icones: un format per 5 icones on s'especifica l'edat recomanada i un altre format per 6 icones on s'identifica el tipus de contingut.
Hi ha 5 icones d'edat: +3, +7, +12, +16, +18.

## Classificació per edats
La PEGI preveu cinc categories per edat. En els països de Finlàndia i Portugal, la legislació local té diferències amb algunes de les classificacions i són canviades conseqüentment.
Respecte als altres països no tenen canvis:
| Regió     | 3+                        | 7+                        | 12+                        | 16+                        | 18+                                       |
| --------- | ------------------------- | ------------------------- | -------------------------- | -------------------------- | ----------------------------------------- |
| Estàndard | Per edats de 3 cap amunt. | Per edats de 7 cap amunt. | Per edats de 12 cap amunt. | Per edats de 16 cap amunt. | Per edats de 18 cap amunt (Només adults). |
| Finlàndia | Per edats de 3 cap amunt. | Per edats de 7 cap amunt. | Per edats de 11 cap amunt. | Per edats de 15 cap amunt. | Per edats de 18 cap amunt (Només adults). |
| Portugal  | Per edats de 4 cap amunt. | Per edats de 6 cap amunt. | Per edats de 12 cap amunt. | Per edats de 16 cap amunt. | Per edats de 18 cap amunt (Només adults). |

## Classificació per contingut
N'hi ha 6: Llenguatge groller, discriminació, drogues, por, sexe i violència:
| Violència | Llenguatge groller | Por | Contingut sexual | Drogues | Joc | Discriminació | Online |
| --------- | ------------------ | --- | ---------------- | ------- | --- | ------------- | ------ |
|           |                    |     |                  |         |     |               |        |

### Exemples
- Llenguatge - Grand Theft Auto o The Warriors
- Discriminació - Original War
- Drogues - Deus Ex: Invisible War
- Por - jocs del gènere Survival horror, tals com Condemned: Criminal Origins i Resident Evil
- Contingut Sexual - Singles: Flirt Up Your Life
- Violència - Doom 3
- Joc - Grand Theft Auto: San Andreas
- Online - Angry Birds

## Països on la PEGI és usada
La PEGI és empleada en 38 països europeus (malgrat no tenir efectes legals).
- Àustria
- Bèlgica
- República Txeca
- Dinamarca
- Estònia
- Finlàndia (També usen un sistema de classificació propi, el qual és atorgat per la VET/SFB en lloc de la PEGI.)
- França
- Grècia
- Alemanya (Només és usada en alguns jocs al costat de la classificació de la USK. Un exemple d'un joc que usa ambdues classificacions és Halo 2
- Hongria
- Islàndia
- República d'Irlanda
- Itàlia
- Letònia
- Lituània
- Luxemburg
- Països Baixos
- Noruega
- Polònia
- Portugal
- Eslovàquia
- Eslovènia
- Espanya
- Suècia
- Suïssa
- Regne Unit (Si un joc conté cert material, la classificació de la BBFC és usada en el seu lloc.)